# Nashville 400 1963
Nashville 400 1963 var ett stockcarlopp ingående i Nascar Grand National Series (nuvarande Nascar Cup Series) som kördes 4 augusti 1953 på den 0,5 mile (804,672 meter) långa ovalbanan Nashville Speedway i Nashville i Tennessee. Totalt avverkades 175 miles (281,635 km) fördelat på 350 varv. Ursprungligen skulle sträcken 200 miles (321.869 km) fördelat på 400 varv körts men loppet kortades på grund av regn. Banunderlaget var asfalt. Loppet vanns av Jim Paschal i en Plymouth på tiden 2:54.38 körande för Petty Enterprises. Paschals snitthastighet var 60,126 mph. Han var vid målgång ensam förare på ledarvarvet, ett varv före tvåan Billy Wade. Prispotten uppgick till 9 875 dollar, varav 2 500 dollar gick till segraren.  Publikantalet uppgick till 12 875 personer.

## Resultat
| Plc     | Nr | Förare          | Team/ bilägare        | Konstruktör | Start | Varv | Ledda varv |
| ------- | -- | --------------- | --------------------- | ----------- | ----- | ---- | ---------- |
| 1       | 42 | Jim Paschal     | Petty Enterprises     | Plymouth    | 3     | 350  | i.u.       |
| 2       | 5  | Billy Wade      | Cotton Owens          | Dodge       | 7     | 349  | i.u.       |
| 3       | 8  | Joe Weatherly   | Bud Moore Engineering | Pontiac     | 5     | 349  | i.u.       |
| 4       | 43 | Richard Petty   | Petty Enterprises     | Plymouth    | 1     | 348  | 96         |
| 5       | 87 | Buck Baker      | Buck Baker Racing     | Pontiac     | 9     | 348  | i.u.       |
| 6       | 18 | Stick Elliott   | Toy Bolton            | Pontiac     | 11    | 346  | i.u.       |
| 7       | 11 | Ned Jarrett     | Burton-Robinson       | Ford        | 8     | 344  | i.u.       |
| 8       | 19 | Cale Yarborough | Herman Beam           | Ford        | 13    | 335  | i.u.       |
| 9       | 54 | Jimmy Pardue    | Pete Stewart          | Ford        | 10    | 334  | i.u.       |
| 10      | 36 | Larry Thomas    | Wade Younts           | Dodge       | 12    | 309  | i.u.       |
| 11      | 34 | Wendell Scott   | Scott Racing          | Chevrolet   | 20    | 309  | i.u.       |
| 12      | 45 | Jimmy Griggs    | i.u.                  | Mercury     | 14    | 304  | i.u.       |
| 13      | 86 | Neil Castles    | Buck Baker Racing     | Chrysler    | 15    | 286  | i.u.       |
| 14      | 99 | Bobby Isaac     | Bondy Long            | Ford        | 16    | 257  | i.u.       |
| 15      | 32 | Tiny Lund       | Dave Kent             | Ford        | 6     | 194  | 1          |
| 16      | 6  | David Pearson   | Cotton Owens          | Dodge       | 19    | 194  | i.u.       |
| 17      | 4  | Rex White       | Rex White             | Mercury     | 2     | 194  | i.u.       |
| 18      | 28 | Fred Lorenzen   | Holman Moody          | Ford        | 4     | 158  | i.u.       |
| 19      | 68 | Ed Livingston   | Ed Livingston         | Ford        | 21    | 27   | i.u.       |
| 20      | 63 | Chuck Huckabee  | Curtis Crider         | Mercury     | 17    | 2    | i.u.       |
| 21      | 03 | G.C. Spencer    | GC Spencer Racing     | Chevrolet   | 18    | 1    | i.u.       |
| Källor: |    |                 |                       |             |       |      |            |